# Antonio Benvenuto
Antonio Benvenuto (* 17. April 1978) ist ein italienischer Poolbillardspieler.

## Karriere
Im November 2013 gelang es Antonio Benvenuto bei den Castel Brando Open, erstmals in die Finalrunde eines Euro-Tour-Turniers einzuziehen. Dort schied er jedoch bereits im Sechzehntelfinale gegen den Polen Mateusz Śniegocki aus. Einen Monat später erreichte er das Viertelfinale der Treviso Open und unterlag dort dem späteren Finalisten Phil Burford. Bei der Europameisterschaft 2014 erreichte Benvenuto die Runde der letzten 64 im 10-Ball, schied dort jedoch gegen den Niederländer Huidji See aus. Im 9-Ball kam er auf den 65. Platz. Im November 2014 unterlag er im Sechzehntelfinale der Dutch Open dem Schweden Marcus Chamat. Bei den Portugal Open 2015 erreichte er ebenfalls die Runde der letzten 32.
In der Saison 2009/10 wurde Benvenuto mit dem BSV Fürstenfeldbruck Meister der 2. Bundesliga. Anschließend wechselte er zum Bundesligisten Fortuna Straubing.
Seit dem Abstieg 2011 spielt er in der zweiten Mannschaft des Vereins, mit der er 2012 in die Regionalliga sowie 2014 in die 2. Bundesliga aufstieg und 2015 Zweitligameister wurde.
Zudem spielt er mit der Snookermannschaft von Fortuna Straubing in der Bayernliga.
2015 nahm Benvenuto erstmals am World Cup of Pool teil. Gemeinsam mit Daniele Corrieri bildete er das italienische Team, das in der ersten Runde gegen die Japaner Naoyuki Ōi und Tōru Kuribayashi ausschied.
Mit der italienischen Nationalmannschaft wurde Benvenuto bei der Poolbillard-EM 2014 Dreizehnter.